# Gliese 1214 b
Gliese 1214 b (ou GJ 1214 b), également nommée Enaiposha, est une planète extrasolaire (exoplanète) de type super-Terre, en orbite autour de l'étoile Gliese 1214 avec un demi-grand axe de 6 millions de km, dans la constellation zodiacale d'Ophiuchus, dont la découverte par transit grâce au projet MEarth a été annoncée le 16 décembre 2009. Elle est située à environ 47,8 années-lumière du Soleil. C'est la troisième exoplanète découverte dont la taille est inférieure à celle d'une géante gazeuse et la première sur laquelle l'eau pourrait être présente en forte quantité compte tenu de son diamètre et de sa masse estimée. Il pourrait s'agir de la première planète-océan découverte.

## Caractéristiques et structure interne

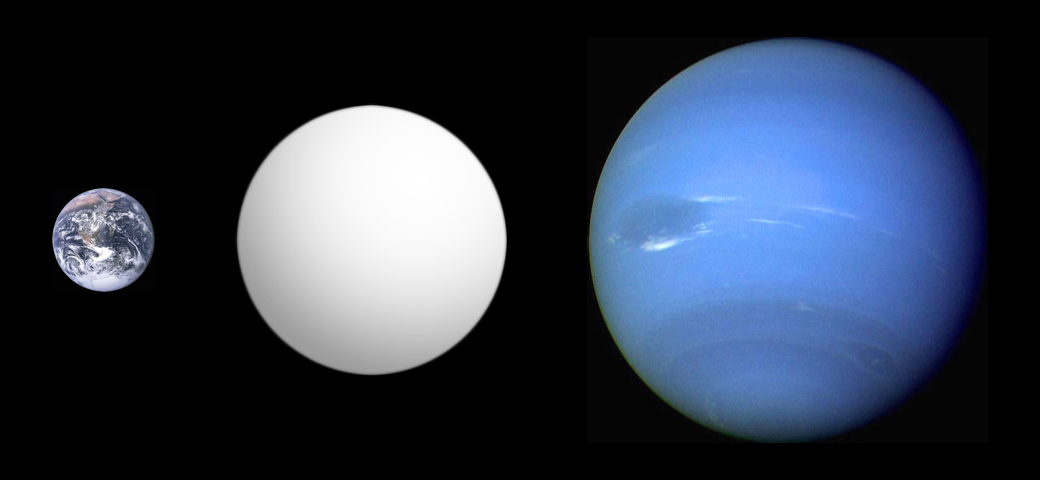
Tailles comparées de la Terre, Gliese 1214 et Neptune.

GJ 1214 b a un diamètre égal à 2,6 fois celui de la Terre (rayon de 17 000 km) et une masse, mesurée par HARPS de 5,5 à 7,5 fois supérieure. De par sa densité relativement faible ~1,8 (par rapport à sa masse), il pourrait s'agir  d'une planète océan, c'est-à-dire entièrement couverte d'eau, composée de 75 % de glace et de 25 % de roche et de métal. Si cette hypothèse était exacte, l'« océan de glace » qui recouvre la planète aurait une profondeur de 13 000 km et le noyau rocheux 4 000 km de rayon.
Sa température de surface est estimée à environ 200 °C, compte tenu de son orbite proche de son étoile. De plus la couche atmosphérique serait épaisse de 200 km, soit le double de la Terre, caractéristique renforçant l'effet de serre.
Selon les scientifiques à l'origine de la découverte de la planète, la présence de vie, telle que nous la connaissons, reste peu probable sur cette planète.